# Mandsaur

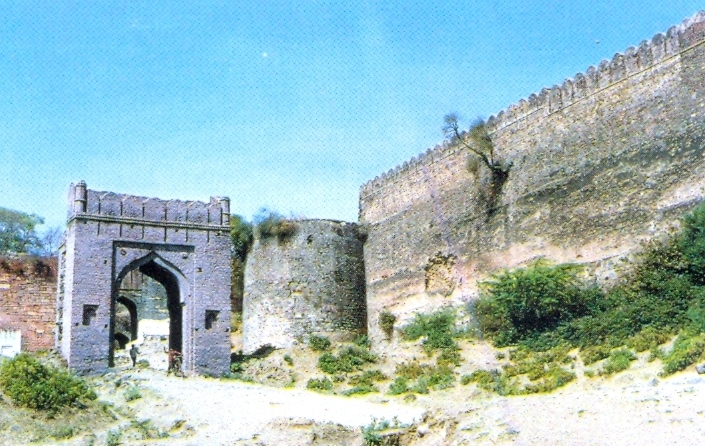
Fortet i Mandsaur.

Mandsaur är en stad i den indiska delstaten Madhya Pradesh och är centralort i ett distrikt med samma namn. Folkmängden uppgick till 141 667 invånare vid folkräkningen 2011.